# Маркус Олександр Семенович
Олександр Семенович Маркус (англ. Alexander Markus ; нар. 3 грудня 1932, Захар'ївка, Одеська область, Українська РСР) — молдавський та ізраїльський математим, професор Університету імені Бен-Гуріона у Негеві (Беер-Шева).

## Життєпис
Олександр (Алік) Маркус народився 1932 року в селищі Фрунзівка (до 1933 року містечко Захарівка, в минулому Тираспольського повіту Херсонської губернії, нині — райцентр Захарівка Захарівського району Одеської області України) в сім'ї вчителів місцевої єврейської школи (на їдиші) Сімхи Шльома-Зельмановича Маркуса та ФаніМордко-Лейзерівни Нестерівської. З 1935 року сім'я жила в Рибниці Молдавської АРСР. Батько майбутнього математика загинув на фронті у роки німецько-радянської війни; мати з двома дітьми евакуювалися до села Козлівка Пітерського району Саратовської області, а після звільнення Молдовської РСР у червні 1944 року оселилися у молдавському містечку Сороки.
До 1950 року Олександр Маркус навчався в Сороцькій середній школі № 2 імені О. С. Пушкіна (в одному класі з Рувеном Давидовичем та Михайлом Хазіним), потім у Кишинівському державному університеті. У 1955 році в «Доповідях Академії наук СРСР» опублікував першу наукову роботу у співавторстві зі своїм науковим керівником Ізраїлем Гохбергом та у 1959 році захистив кандидатську дисертацію в Бакинському державному університеті.
У 1958 році Ізраїль Гохберг виконав задачу, що відноситься до комбінаторної геометрії, про покриття опуклих фігур подібними і сформулював відповідну гіпотезу (незалежно від нього це також зробив Х. Хадвігер — так звана задача висвітлення межі опуклого тіла Гохберга-Маркуса-Хадвігера, або Gohberg-Markus-Hadwiger Covering Conjecture). У 1960 році Ізраїль Гохберг та Олександр Маркус довели справедливість цієї гіпотези у двовимірному випадку (теорема Гохберга-Маркуса). Докторська дисертація, підготовлена під керівництвом Ізраїля Гохберга була захищена, але не затверджена. Працював Олександр Маркус в Академії наук Молдавської РСР та на факультеті математики Кишинівського державного університету . З 1990 року проживає в Ізраїлі, обіймає посаду професора (з 2003 року — emeritus) відділення математики та комп'ютерних наук Університету імені Бен-Гуріона в Беер-Шеві.
Основні роботи Олександра Маркуса — в галузі функціонального аналізу та лінійної алгебри, зокрема теорії матриць, спектральної теорії лінійних операторів, теорії ідеалів банахових алгебр та теорії управління. Серед учнів Олександра Маркуса — математики Леонід Лерер, Ілля Мереуца, Георгій Руссу, Ілля Крупник та Вадим Ольшевський .

## Монографії
- Ряди в банахових просторах / О. С. Маркус, А. А. Семенцул . Кишинів: Кишинівський державний університет, 1985. — 92 с.
- Введення у спектральну теорію поліноміальних операторних пучків. Штіінця: Кишинів, 1986.
- Introduction to Spectral Theory of Polynomial Operator Pencils. American Mathematical Society: Провіденс, 1988.
- Theory of Commuting Nonselfadjoint Operators (теорія комутуючих несамоспряжених операторів, спільно з М. С. Лівшицем, М. Кравицьким та В. Винниковим). Kluwer Academic Publishing: Дордрехт — Бостон — Лондон, 1995.
- Linear Algebra and Applications. Special Volume Dedicated to P. Lancaster. За редакцією H. Bart, I. Koltracht, AS Markus, L. Rodman . Birkhäuser Verlag: Базель — Бостон, 2004.